# ايوان ماكدونالد
ايوان ماكدونالد (بالإنجليزية: Ewan MacDonald)‏ هو لاعب كرلنغ بريطاني، ولد في 17 نوفمبر 1975 في إنفرنيس في المملكة المتحدة. مثّل إسكتلندا، و حصل على لقب بطل العالم ثلاث مرات.

## وصلات خارجية
- ايوان ماكدونالد على موقع الاتحاد الدولي للكرلنغ (الإنجليزية)
- ايوان ماكدونالد على موقع اللجنة الأولمبية الدولية (الإنجليزية)
- ايوان ماكدونالد على موقع أوليمبيديا (الإنجليزية)
- ايوان ماكدونالد على موقع اللجنة الأولمبية البريطانية (الإنجليزية)